# Annedroids
Annedroïdes (Annedroids) est une série télévisée canadienne pour jeunesse mélangeant animation 3D et prises de vues réelles, composée de 52 épisodes de 26 minutes créée par JJ Johnson et produite par Sinking Ship Entertainment, en association avec TVOntario, SRC et Kika. Elle est diffusée en anglais sur Amazon Video du 25 juillet 2014 au 3 mars 2017 au Royaume-Uni et aux États-Unis, le 25 août 2014 sur TVOKids, et en français entre le 14 septembre 2014 et le 1er octobre 2016 à la Télévision de Radio-Canada.

## Synopsis
Annedroïdes raconte l'histoire d’Anne, une jeune scientifique de génie, et de ses amis Loïc et Célia. Accompagnée de ses créations androïdes, Dextée, Ciné et Pal, Anne et ses copains se lancent dans la plus grande aventure de leur vie, celle de grandir.

## Distribution
- Addison Holley (VQ : Marguerite D'Amour) : Anne
- Jadiel Dowlin (VQ : Tom-Eliot Girard) : Loïc, amie d'Anne (Nick en version anglaise)
- Adrianna Di Liello (VQ : Adèle Lemieux-Gaudreau) : Célia, amie d'Anne (Shania en version anglaise)
- Millie Davis (VQ : Charles Sirard-Blouin) : Pal
- Raven Dauda (VQ : Catherine Hamann) : Marie, La maman de Loïc (27 épisodes)
- James Gangl (VQ : Philippe Martin (acteur)) : Gilbert, le père d'Anne (19 épisodes)
- Jayne Eastwood (VQ : Johanne Garneau) : La grand-maman de Célia (15 épisodes)
- Nicola Correia-Damude : Ada (11 épisodes)
- Joey Nijem (VQ : Gabriel Bissonnette) : Gaël (Garth en VO) (10 épisodes)
- Colin Mochrie (VQ : Stéphane Rivard) : M. Cooper (8 épisodes)
- Jonny Gray (en) (VQ : Nicolas Poulin) : Zach (7 épisodes)
- Devyn Nekoda : Charlie (7 épisodes)
- Carson Reaume (VQ : Clifford Leduc-Vaillancourt) : Mathis (Billy en VO) (6 épisodes)
- Aaron Feigenbaum (VQ : Sofiane Laliberté) : Lucas (Ray en VO) (6 épisodes)
- Naomi Snieckus (en) : Ms Cassini (4 épisodes)
- Dylan Everett (en) : Dylan Turing, fils d'Ada (4 épisodes)
- Sian Brunton : Veronica (2 épisodes)
- Pat Thornton : Mr Schudar (1 épisode)

 Source et légende : version québécoise (VQ) sur Doublage.qc.ca

## Production

### Objectif
L'objectif de la série est de sensibiliser les enfants à la science, à technologie, à ingénierie et aux mathématiques.

### Projet
SRC et KiKA tous deux convenu d'opter pour 26 épisodes de Annedroïds sur deux saisons, tandis que TVO a acheté quatre autres saisons.

### Fiche technique
- Produit par : Sinking Ship Entertainment
- Pays d'origine :  Canada
- Langue d'origine : Anglais
- Dates de première diffusion :
  -  Canada : 25 août 2014 (TVOKids)
  -  Québec : 14 septembre 2014 (Télévision de Radio-Canada)

## Épisode

### Première saison (2014)
1. Nouveaux copains (New Pals)
2. Une partie de cache-cache (Pal N' Go Seek)
3. Réduire, réutiliser, robocycler (Reduce, Reuse, Robocycle)
4. Coup de main à Dextée (Helping Hand)
5. Pop bazar (Garbage Band)
6. Le Vol de Ciné (Eyes Up)
7. Soirée pyjama dans la décharge (Junkyard Sleepover)
8. Pal et le Prisme (Pal in the Middle)
9. Le Meilleur ami des androïdes (Android's Best Friend)
10. Le Pouvoir de l'amour (The Power of Love)
11. Pal magnétique (Electromagnetic Pal)
12. Dextée hors de contrôle (Out of Hand)
13. Un cadeau du ciel (Eyes on the Skies)

### Deuxième saison (2015)
Elle a été diffusée du 21 mai au 2 juillet 2015 à la Télévision de Radio-Canada.
1. Fusée messagère (Message in a Rocket)
2. Pigeon clandestin (Undercover Pigeon)
3. Une soirée mouvementée (Experiments in Babysitting)
4. Échange de parents (Parent Swap)
5. Pigeon volant non identifié (An Android Space Odyssey)
6. Le « Basketballeur » (Zack Bot)
7. Sur la piste de Cyrus (Junkyard CSI)
8. Décharge jurassique (Jurassic Junkyard)
9. Pal costumé (Costume Pal)
10. Un boulon pour Dextée (Broken Hand)
11. Lumières! Caméra! Volcan! (Lights! Camera! Volcano)
12. Partir ou rester? (Annebots')
13. Affaires de famille (Family Matter)

### Troisième saison (2016)
Elle a été diffusée du 19 mars au 11 juin 2016 à la Télévision de Radio-Canada.
1. Réinitialiser (Reset)
2. Moi, Annedroïde (I, Android)
3. L'Escapade de Pal (Palling Around)
4. L'Artiste (The Escape Artist)
5. Pour l'amour de l'art (For Art's Sake)
6. Pal à l'école (Teacher's Pal)
7. La Décharge hantée (Haunted Junkyard)
8. Robot Cabot (Robo Mutt)
9. La Boîte à musique (Broken Parts)
10. Micro-bestiole (Bugged Out)
11. L'Énigme du robot-bestiole (Map Quest)
12. Grand-mère Bionic (Bionic Grandma)
13. Amiversaire (Friendiversary')

### Quatrième saison (2016)
Elle a été diffusée du 18 juin au 1er octobre 2016 à la Télévision de Radio-Canada.
1. Opération Pal (Operation Pal)
2. Natation dans la Décharge (Dumpster Diving)
3. Lignes Ennemies (Enemy Lines)
4. Monsieur Coubert à la rescousse (Flying the Cooper)
5. Palception (Palception)
6. Aventure dans la nature 1re partie (Wilderness Tech - Part 1)
7. Aventure dans la nature 2e partie (Wilderness Tech - Part 2)
8. Partie de recherche  (Search Party)
9. Thermo papa (Thermodad )
10. L'union fait la force (Forces of Nurture)
11. L'Âge de raison (Growth Spurt)
12. La Mère de l'invention 1re partie (The Mother of Invention - Part 1)
13. La Mère de l'invention 2e partie (The Mother of Invention - Part 2)